# Filipe, o Evangelista
Filipe, o Evangelista (em grego clássico: Φίλιππος; romaniz.: Philippos), foi um missionário cristão do século I e um dos Setenta Discípulos. Ele é citado diversas vezes no Atos dos Apóstolos, mas não deve ser confundido com Filipe, o Apóstolo.
Junto com Estêvão, era um dos sete “homens acreditados, cheios de espírito e de sabedoria” (veja Sete Diáconos), escolhidos para a distribuição de alimentos entre as viúvas cristãs em Jerusalém (Atos 6:1–6).
Quando a perseguição espalhou a maioria dos cristãos, Filipe foi a Samaria; proclamou ali o evangelho, realizou milagres, e com muita alegria muitos aceitaram a mensagem e foram batizados, inclusive Simão, que praticava artes mágicas. (Atos 8:4–13). Logo depois batizou um eunuco da Etiópia e foi "arrebatado" até Asdode, de onde seguiu pregando até Cesareia.
Por todas estas obras ele realizou a obra dum “evangelizador” em (Atos 21:8). Anos mais tarde, viveu em Cesareia, onde pregava com suas quatro filhas. Por volta do ano 56 d.C. foi visitado por Paulo e Lucas que ficaram por um tempo em sua casa.
A tradição diz que ele residiu em Trales se tornando bispo da Igreja local.